# برونشیت حاد

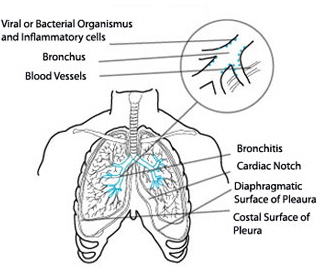
طرح‌واره برونشیت حاد

برونشیت حاد (به انگلیسی: Acute bronchitis) که سرما خوردگی سینه هم خوانده می‌شود، همان التهاب نایژه‌های (بزرگ، متوسط و کوچک) که راه‌های هوایی ریه‌ها هستند گفته می‌شود. علایم شایع آن سرفه می‌باشد. باقی نشانه‌ها می‌تواند شامل سرفه خلط سینه، خس‌خس سینه، تنگی نفس، تب و ناراحتی سینه باشد. این عفونت ممکن از از چند روز تا ده روز به طول بکشد. سرفه‌ها ممکن است تا چند هفته بعد طول بکشد و علایم ممکن است تا حدود سه هفته بروز کنند. در برخی موارد علایم تا شش هفته ادامه داشته‌اند.
برونشیت حاد در بیش از ۹۰٪ موارد عامل عفونت ویروسی می‌باشد. ویروس می‌تواند از طریق هوا به هنگام سرفه کردن بیماران منتشر شود یا از طریق تماس مستقیم منتشر شود. فاکتورهای خطر شامل‌بر قرار گرفتن در معرض استنشاق سیگار، گرد و غبار، و سایر آلودگی‌های هوا می‌باشد. در برخی موارد نادر دلیل بیماری به دلیل آلودگی‌های باکتریایی شامل بوردلتا پروتز (Bordetella pertussis) و مایکوپلاسما نیومای (Mycoplasma pneumoniae) بروز کند. تشخیص معمولاً بر اساس نشانه‌ها و علایم بیمار صورت می‌گیرد. رنگ خلط ویروسی یا باکتریایی بودن بیماری را مشخص نمی‌کند. برای تشخیص بهتر با ارگتنیزم‌ها نیاز است. بیماری‌های دیگری نیز می‌توانند به بروز آلایم مشابهی منجر شوند مانند آسم، سینه‌پهلو، برونشیت، برونشکتازی و سی‌اوپی‌دی. برای تشخیص ذات‌آلریه نیاز به تصویر بردای با اشعه ایکس می‌باشد.

## علل
برونشیت حاد شروعی ناگهانی دارد و برای مدت کوتاهی باقی می‌ماند. معمولاً عواملی مانند ویروسها، باکتریها، قارچها، مواد شیمیایی (مانند استنشاق آمونیاک) و سایر علل می‌توانند باعث برونشیت حاد شوند. بسیاری اوقات برونشیت تنها نیست بلکه با التهاب سایر بخش‌های برونشیت مانند عفونت ریوی (پنومونی)، التهاب نایژک‌ها (برونشیولیت) و دیگر موارد همراه است از این‌رو علائم و درمانی مشابه پنومونی دارد.

## علایم شایع
در مواردی که عامل بیماری‌زا ویروس باشد (مانند ویروس سرماخوردگی) درمان آنتی‌بیوتیکی کارایی ندارد و فقط علائم بیماری مانند سرفه، تب و خس‌خس سینه را می‌توان با داروهایی مانند آنتی هیستامین، گشادکننده برونش و استامینوفن درمان نمود. برونشیت حاد ویروسی حتی بدون درمان هم دوره‌ای کوتاهتر از یک هفته دارد.